# Belén FC
Escorpiones de Belén Fútbol Club, kortweg Belén FC, is een voetbalclub uit de stad Belén, in de provincie Heredia in Costa Rica, die speelt in de Segunda División van dat land.

## Clubgeschiedenis
Asociación Deportiva Belén werd opgericht in 1979 en groeide uit tot het tweede team uit de provincie Heredia dat deelnam aan de Primera División van Costa Rica. Onder verschillende namen, zoals "Belén-Calle Flores", behaalde Belén successen, waaronder nationale titels in de Segunda División en de Amateur Soccer Association (ANAFA). In 1993 werd Belén onder leiding van coach Armando Rodríguez kampioen van de Segunda División en maakte zijn debuut in de Primera División. In latere jaren volgden hoogtepunten zoals internationale deelname aan de CONCACAF Winners Cup in 1998, en promoties naar en degradaties uit de hoogste divisie in de jaren 2000 en 2010.
In 2017 verhuisde het team naar Guadalupe en veranderde de naam naar Guadalupe FC. In 2021 keerde de club terug naar Belén als Escorpiones, na de overname van de San Ramón-franchise. Dit markeerde hun herintrede in de Segunda División na een aantal seizoenen afwezigheid.